# مايك جونسون (لاعب هوكي الجليد)
مايك جونسون (بالإنجليزية: Mike Johnson)‏ (و. 1974  م) هو لاعب هوكي الجليد كندي، مركز لعبه هو جناح ‏.
.

## التعليم
تعلم في جامعة بولينغ غرين ستيت.

## روابط خارجية
- مايك جونسون على موقع دوري الهوكي الوطني (الإنجليزية)
- مايك جونسون على موقع EliteProspects.com (الإنجليزية)
- مايك جونسون على موقع Eurohockey.com (الإنجليزية)
- مايك جونسون على موقع HockeyDB.com (الإنجليزية)
- مايك جونسون على موقع Hockey-Reference.com (الإنجليزية)